# KPF (기업)
주식회사 KPF는 대한민국의 산업용 파스너 기업으로, 건설, 산업기계, 플랜트, 중장비 등에 쓰이는 산업용 파스너(볼트, 너트 등)와 베어링부품, 기어류 등 자동차용 단조부품을 생산 및 판매한다.

## 역사
2006년에는 자동차부품 사업으로 확장하면서 한국볼트공업에서 현재의 사명으로 변경하였다.

## 자회사
SBB테크의 지분 37.5%를 TMC의 지분 68.4%를 보유하고 있다.